# 野口渉 (2002年生の投手)
野口 渉（のぐち わたる、2002年1月30日 - ）は、茨城県出身のプロ野球選手（投手）。右投右打。くふうハヤテベンチャーズ静岡所属。

## 経歴
小学校時代は坂東ヴィクトリーアローズで、中学校時代は常総リトルシニアでプレーしていた。
高校は茨城県立境高等学校に進学し主将を務め、高3の夏には143km/hを記録した。チームとしては甲子園に出場することはなかった。
大学は共栄大学に進学し本格右腕として大学1年時に148k/mを記録。2年次の全日本大学野球選手権大会で登板するなど成長を見せていたが3年春のリーグ戦前に右肘を痛めその後リーグ戦登板はなかった。
2024年1月24日、同年シーズンから日本野球機構のウエスタン・リーグに新規参加するくふうハヤテベンチャーズ静岡に入団することが発表された。背番号は77。くふうハヤテには共栄大学で同期だった篠原玲央がいる。